# 高橋顕法
高橋 顕法（たかはし あきのり、1975年1月24日 - ）は、宮城県仙台市出身の元プロ野球選手（投手）。現在は宮城教育大学硬式野球部監督。

## 来歴・人物
大和小2年で野球を始める。蒲町中を経て仙台育英高校に進学する。在学中、同校は春夏の甲子園に4回出場しているものの、高橋自身は肘や腰の故障のためにベンチ入りすら叶わず、3年間で公式戦登板なしに終わる。大学や社会人からも声はかからず、最後の手段として広島東洋カープの入団テストを受験したところ、合格。1992年のプロ野球ドラフト会議で8位指名を受け入団。全体の最後の78番目の指名だった。この時には契約金を辞退している。
3年間で二軍で通算0勝3敗、防御率9.79と結果を残せず、1995年に戦力外通告を受ける。広島時代に指導を受けた古沢憲司の伝手で、阪神タイガースの入団テストを受験し合格。移籍1年目には二軍のローテーション投手として6勝8敗1セーブ、防御率3.96と活躍し、ジュニアオールスターゲーム出場も果たす。
1998年5月10日の対ヤクルトスワローズ7回戦で一軍初登板を果たすも、その年限りで阪神を退団。任意引退選手となる。引退後は家業のスポーツ店を継いだ。その傍らで、小中学生のソフトボールなども指導していた。
2012年5月8日、仙台六大学野球リーグに加盟する宮城教育大学硬式野球部のコーチに就任するため、日本野球機構から自由契約選手として公示された。その後、監督に就任した。

## 詳細情報

### 年度別投手成績
| 年 度     | 球 団     | 登 板 | 先 発 | 完 投 | 完 封 | 無 四 球 | 勝 利 | 敗 戦 | セ 丨 ブ | ホ 丨 ル ド | 勝 率 | 打 者 | 投 球 回 | 被 安 打 | 被 本 塁 打 | 与 四 球 | 敬 遠 | 与 死 球 | 奪 三 振 | 暴 投 | ボ 丨 ク | 失 点 | 自 責 点 | 防 御 率 | W H I P |
| --------- | --------- | ----- | ----- | ----- | ----- | -------- | ----- | ----- | -------- | ----------- | ----- | ----- | -------- | -------- | ----------- | -------- | ----- | -------- | -------- | ----- | -------- | ----- | -------- | -------- | ------- |
| 1998      | 阪神      | 1     | 0     | 0     | 0     | 0        | 0     | 0     | 0        | --          | ----  | 5     | 1.0      | 1        | 0           | 1        | 0     | 0        | 1        | 0     | 0        | 0     | 0        | 0.00     | 2.00    |
| 通算：1年 | 通算：1年 | 1     | 0     | 0     | 0     | 0        | 0     | 0     | 0        | --          | ----  | 5     | 1.0      | 1        | 0           | 1        | 0     | 0        | 1        | 0     | 0        | 0     | 0        | 0.00     | 2.00    |

### 記録
- 初登板：1998年5月10日、対ヤクルトスワローズ7回戦（阪神甲子園球場）、9回表に5番手で救援登板・完了、1回無失点
- 初奪三振：同上、9回表に石井一久から

### 背番号
- 69 （1993年 - 1995年）
- 61 （1996年 - 1998年）